# Баччо Бандінеллі
Баччо Бандінеллі (італ. Baccio Bandinelli, справжнє ім'я Бартоломео Бандіні, 7 жовтня 1488, Флоренція — похований 7 лютого 1560, Флоренція) — скульптор і художник доби маньєризму в Італії, графік.

## Біографія

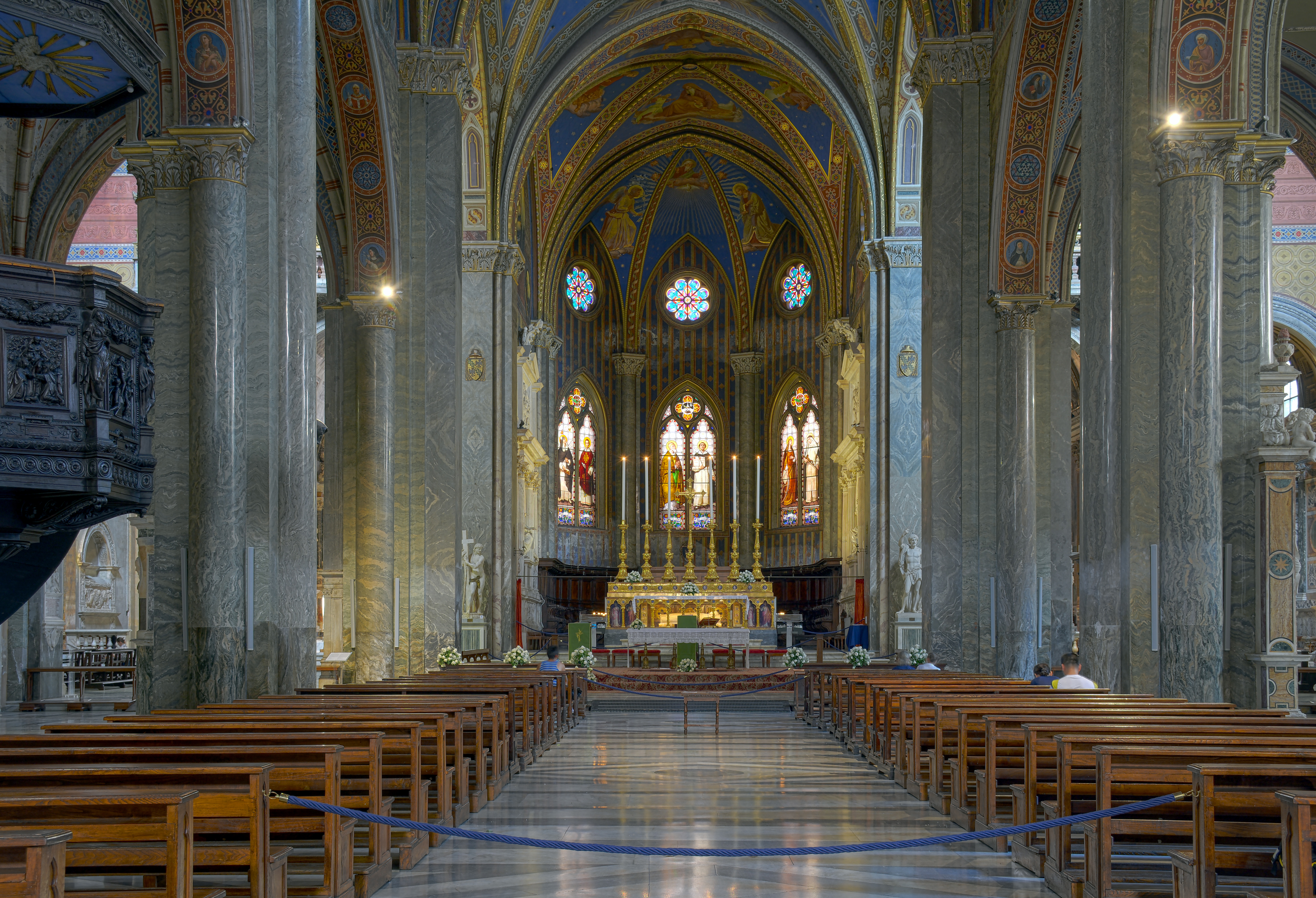
Інтер'єр церкви Санта-Марія-сопра-Мінерва, що біля Пантеону в Римі.

Син ювеліра Мікеланджело ді Вівіано з Флоренції. Навчався в майстерні скульптора Франческо Рустічі. Уславився з 1514 р.після створення статуї Апостола Петра для кафедрального собору Флоренції — Санта Марія дель Фіоре. У 1515 році отримав запрошення на працю в Римі від Папи римського Лева Х — флорентійця за походженням. Як усі тодішні майстри, захоплювався вивченням античних зразків скульптури, що випадково збереглися після варварського середньовіччя. У Римі того часу почали активно розкопувати руїни. Серед знахідок була скульптурна група «Лаокоон», реставрацію якої доручили Баччо. Зробив він і мармурову копію скульптури.
Серед творів Баччо — надгробки римських пап Лева Х, Климента VII з роду Медичі (в римській церкві Санта-Марія-сопра-Мінерва, якою опікувались саме флорентійці).
У 1530-х рр. повернувся з Риму до Флоренції, де отримав посаду придворного скульптора герцога Медичі Козімо I. Творча манера Бандінеллі була під помітним впливом скульптурної манери геніального Мікеланджело, до якого ставився він ревно, обдаруванню якого болісно заздрив.
Серед робіт у Флоренції — скульптурна група «Геркулес вбиває Какуса» 1534 року, котру встановили навпроти скульптури Мікеланджело «Давид».
Мав у Флоренції скульптурну майстерню, де навчались Бартоломео Амманаті, Джорджо Бандіні, Франческо Сальвіаті, Вінченцо де Россі і сам Джорджо Вазарі. Конфліктний Баччо не припиняв суперництва з Бенвенуто Челліні, до якого ставився просто ворожо.
Жадоба до слави і успіху попри совість привела Баччо до фальсифікації свого родоводу, аби отримати орден Св. Якова від імператора Карла V. Баччо зрікся навіть родинного прізвища Бандіні заради виведення свого роду від шляхетних Бандінеллі з міста Сієна.

## Родина Бандінеллі і Україна

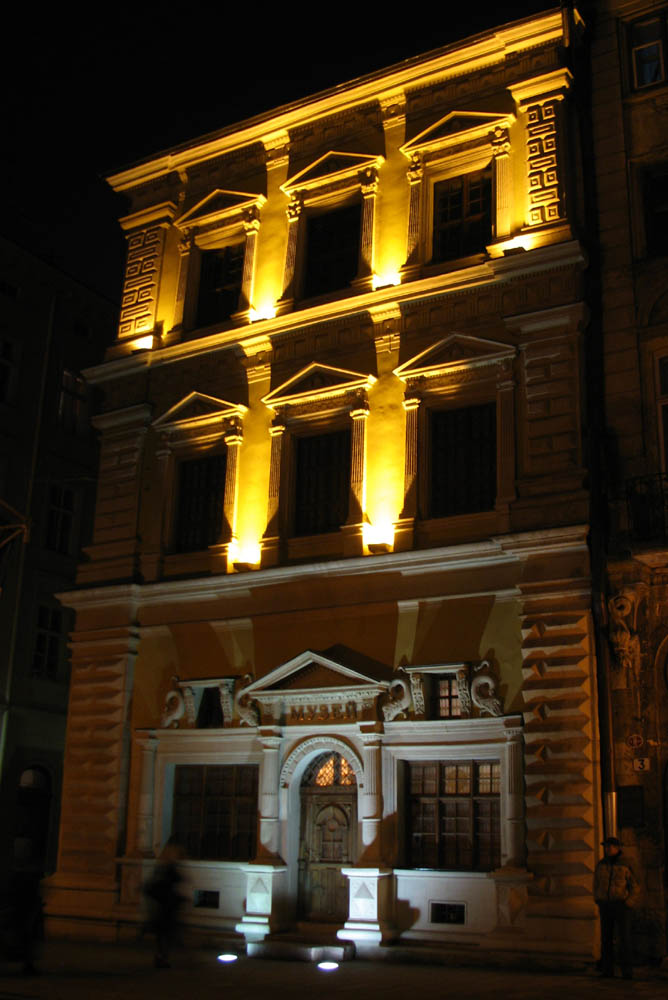
Львівський палац Бандінеллі уночі

Якщо Роберто Бандінеллі — онук Баччо, то авантюрна жила характеру діда не померла. Авантюри Роберто призвели до його втечі з Флоренції, потім він мешкав у Львові. Щоб жити заможно, започаткував у місті пошту. Збудував собі палац, що отримав назву «палацу Бандінеллі». Аварійний стан палацу Бандінеллі спонукав до ремонту і реставрації будівлі, що закінчилися лише у 2005 році. Палац належить Львівському історичному музею знаходиться на Ринковій площі, №. 2.